# Trigonistis demonias
Trigonistis demonias är en fjärilsart som beskrevs av Edward Meyrick 1902. Trigonistis demonias ingår i släktet Trigonistis och familjen nattflyn. Inga underarter finns listade i Catalogue of Life.